# Муниципальное образование «Егоровск»
Муниципа́льное образова́ние «Его́ровск» — муниципальное образование со статусом сельского поселения в Аларском районе Иркутской области России. 
Административный центр — деревня Егоровская.

## Население
| 2010 | 2011 | 2012 | 2013 | 2014 | 2015 | 2016 |
| ---- | ---- | ---- | ---- | ---- | ---- | ---- |
| 557  | ↘555 | ↘540 | ↘535 | ↘521 | ↗525 | ↗526 |
| 2017 |      |      |      |      |      |      |
| ↘509 |      |      |      |      |      |      |

## Состав сельского поселения
| № | Населённый пункт | Тип населённого пункта          | Население |
| - | ---------------- | ------------------------------- | --------- |
| 1 | Егоровская       | деревня, административный центр | ↘338      |
| 2 | Кербулак         | деревня                         | →100      |
| 3 | Хуруй            | деревня                         | ↘102      |